# Путткамер, Еско фон
Джеско
(Эско) Ганс Хайнрих Макс фрайхерр фон Путткамер (нем. Jesco Hans Heinrich Max Freiherr von Puttkamer; 22 сентября 1933, Лейпциг, Германия — 27 декабря 2012, Александрия, Виргиния, США) — немецко-американский инженер-конструктор аэрокосмической техники и управляющий менеджер НАСА, писатель
, историк космонавтики.

## Биография
Принадлежит к древнему немецкому дворянскому роду фон Путткаммеров из Восточной Померании. Согласно семейной традиции, каждому сыну-первенцу в роду давалось имя Еско. Во время войны жил с матерью в Швейцарии. После окончания гимназии в Констанце в 1952 году сначала работал, потом изучал машиностроение в Высшей технической школе Ахена. Во время студенчества напечатал несколько научно-фантастических рассказов и романов, подрабатывал журналистом и фоторепортёром в Бонне, писал статьи по технической тематике в профессиональных автомобильных журналах.
В 1962 году окончил вуз и с дипломом инженера перебрался в США. Работал в НАСА в команде Вернера фон Брауна в Хантсвилле (штат Алабама) в Космическом центре Маршалла, рассчитывал орбиты полетов для программы «Apollo», принимал участие в разработке ракеты-носителя Saturn V. После окончания лунной программы работал в разработке программ «Skylab», Apollo-Союз, и «Space Shuttle». В 1967 году он получил американское гражданство.
С 1974 году возглавлял рабочую группу стратегического планирования в штаб-квартире НАСА в Вашингтон. С 1985 по 2000 г. читал лекции в Техническом университете Аахена в качестве профессора Гонорис кауза. С 2007 года работал на руководящей должности в Управлении космических операций (Office of Space Operations) для Международной космической станции ISS, а с 2004 года по реализации долгосрочной программы НАСА полетов на Луну и Марс. 
В 1996 году Саарский университет присвоил фон Путткамеру звание Почётного доктора за новаторский вклад в понимание космических полётов.
Широкой мировой телевизионной аудитории Джеско фон Путткамер известен как профессиональный комментатор многочисленных историко-документальных фильмов о создании космической техники, программы НАСА и пилотируемых полетов в космос. Был советником при съёмках блокбастера Star Trek (1979). В 2009 году он был гостем программы Nachtstudio на ZDF. 
Скончался 27 декабря 2012 года после непродолжительной болезни от сердечной недостаточности. Он оставил после себя жену Урсулу.

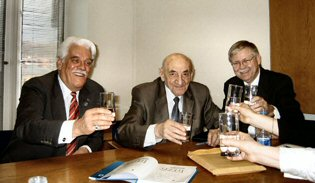
Слева направо: Еско фон Путткамер, Б. Е. Черток и главный историк НАСА Дик, Стивен, Москва, 2005 г.

## Работы
- Список трудов Джеско фон Путткамера в каталоге Немецкой национальной библиотеки

### Литературно-художественные
Романы в рус. переводе П.Андерсона, А. ван Вогта (и др.
- Жуткое с других звезд" / Der Unheimliche vom anderen Stern, 1957
- Эй, галактяне! / Galaxis ahoi!, 1958
- Бессмертная Вселенная / Das unsterbliche Universum (вместе с Кларком Дарлтоном), 1959
- Рукопись во времени / Das Zeit-Manuskript, 1960
- Шестая фаза / Die sechste Phase, 1961
- Путешествие спящих богов / Der schlafende Gott (Die Reise des schlafenden Gottes), 1960

### Научно-популярные
(выборочно)
- Apollo 8 — Aufbruch ins All, 1969
- Raumstationen — Laboratorien im All, 1971
- Der Mensch im Weltraum — eine Notwendigkeit, 1987
- Jahrtausendprojekt Mars, 1996
- Apollo 11: Wir sehen die Erde, 1999 ISBN 3-7766-7056-8
- Von Apollo zur ISS, 2001
- Projekt Mars, 2012 ISBN 978-3-7766-2685-8

## Премии и награды
- 2004 — медаль «За исключительные заслуги»
- 2007 — почетная премия NASA (за инициативу в программе Аполлон-Союз).
- 2008 — Фонд Немецко-Американского наследия наградила Путткамера достаточно редким титулом: «Величайшим американским немцем года».